# Томас Джефферсон
То́мас Дже́фферсон (англ. Thomas Jefferson; 13 квітня 1743 — 4 липня 1826) — учасник Першої американської революції, 3-й президент США, один із засновників цієї держави, видатний політичний діяч, дипломат і філософ. Національний герой США.
Зображений на дводоларовій банкноті і п'ятицентовій монеті. Був головою комітету написання Декларації незалежності США.

## Життєпис
Джейн Джефферсон, донька заможного плантатора й капітана флоту Ішема Рендольфа, народила сина Томаса в маєтку Шедвелл (Вірджинія). Томас Джефферсон здобув гарну освіту в Коледжі Вільяма і Мері. Працював адвокатом.
У 26-річному віці його обрали до законодавчих зборів штату Вірджинія. А ще через рік він очолив ополчення графства. Політичною метою Джефферсона було досягнення незалежності англійських колоній у Північній Америці та створення власної державності.
1770 року згоріла садиба Джефферсона в Шедвеллі, а разом із нею і цінна бібліотека. Усупереч негараздам майбутній президент США виявив силу характеру — він вибудував нову садибу власними силами, був і за архітектора, будівельника, інженера, головного робітника, столяра та планувальника маєтку. Саме під час відбудови садиби Томас познайомився зі своєю троюрідною сестрою Мартою Скелтон. 1772 року вони побралися.
У 1775 році обрано депутатом континентального конгресу. До Декларації незалежності, яку за дорученням конгресу розробляв 33-річний Джефферсон (наймолодший із депутатів), він увів пункт про скасування рабства. Проте цей пункт під час редагування документа спеціальна комісія викреслила.
1801 року Джефферсон став першим президентом США, чия інавгурація відбулася в новій столиці — Вашингтоні. Цікаво, що на знак тісного зв'язку з народом Джефферсон вирушив на церемонію пішки.

## Купівля Луїзіани
У січні 1803 року Джефферсон відправив свого надзвичайного та повноважного представника Джеймса Монро до Парижа. В одному зі своїх листів він так охарактеризував місію Монро: «Ми повинні знати, зможемо придбати Новий Орлеан чи ні? Майбутнє нашої країни залежить від результатів цих перемовин». 10 квітня 1803 року Наполеон офіційно висловив намір продати Луїзіану Сполученим Штатам. Міністр фінансів Франції Франсуа Барбе-Марбуа був призначений відповідальною особою цієї угоди. На початку перемовин Барбе-Марбуа оголосив про суму 22,5 млн доларів. На квітень 1803 року відбулося кілька раундів торгів, і, урешті-решт, 15 млн доларів було визнано сумою, прийнятною для обох сторін.
Купівля Луїзіани була однією з найбільших угод з нерухомістю всесвітньої історії. 2144476 км² було придбано за 15 млн доларів, що становило менше 7 центів на гектар високоприбуткових земель.

## Смерть
Томас Джефферсон помер 4 липня 1826 року в Шарлотсвіллі неподалік своєї садиби Монтічелло, рівно через 50 років після прийняття Декларації незалежності, всього на кілька годин раніше свого попередника на посаді президента і головного політичного противника Джона Адамса, останніми словами якого були: «Томас Джеф ще живий?".
Похований в родовій гробниці біля свого будинку в Монтічелло

## Цікаві факти
- Третій президент США є етнічним валлійцем.
- Томас Джефферсон є засновником Вірджинського університету та Бібліотеки Конгресу США, він архітектор Капітолія штату Вірджинія.
- Тільки Джефферсон і Мартін Ван Бюрен обіймали посади державного секретаря, віце-президента та президента США.
- Він широко відомий як один із основних творців доктрини відокремлення церкви від держави.
- Бувши президентом, у вільний час Джефферсон скомпілював свій варіант Нового Завіту, створивши так звану «Біблію Джефферсона». Як писав сам Джефферсон у листі Джону Адамсу: «Те, що в мене вийшло, — це найвищий і найдобріший моральний кодекс, який колись пропонувався людям». У 1904 році Конгрес США ухвалив видати цю працю у літографічному вигляді, і до середини 1950-х років ця книга вручалася кожному новому члену Конгресу.
- Джефферсон є першим президентом США від Демократично-Республіканської партії США, яку він заснував.

## Томас Джефферсон в американській суспільній міфології
У сучасній американській суспільній міфології Джефферсон далеко випередив усіх інших президентів й інші історичні фігури. І хоча весь світ знає таких діячів як Джордж Вашингтон, Авраам Лінкольн, Джон Фіцджеральд Кеннеді, але їм усе-таки чогось бракує, щоб цілком увійти в контекст масової міфології. Один із найвідоміших і найавторитетніших у США «джефферсонознавців» Мерріл Пітерсон у своїй книзі «Образ Джефферсона в американській свідомості» відзначає, що всі американці знаходять у Джефферсона щось таке, що апелює до їхніх потаємних переконань і вірувань. Більшість шанує його як творця й оповісника американської демократичної системи. Особлива любов сучасної Америки до Томаса Джефферсона викликана ще й тим, що він на початкових етапах американської історії втілив у собі найкращі якості думки і дії, що відповідали і відповідають нині тому, що можна назвати «американським ідеалом» або «американською мрією» про правильного американця.[джерело?]